# Mårsätter
Mårsätter är ett naturreservat i Askersunds kommun i Örebro län.
Området är naturskyddat sedan 2003 och är 134 hektar stort. Reservatet består av gammelskog och tjärnarna Tosjön och Svartgölen.